# Vegelin van Claerbergen

Vegelin van Claerbergen (ook: Vegilin van Claerbergen) is een oud Fries, oorspronkelijk Duits, geslacht dat grietmannen en militairen voortbracht waarvan verschillende leden vanaf 1814 in de Nederlandse adel werden opgenomen.

## Geschiedenis
De stamreeks begint met de in Konstanz geboren Georg (Jörg) Fegili (1425-1481). Zijn kleinzoon Georg (Jörg) Vegilin verkreeg van keizer Maximiliaan in 1507 bij wapenbrief vergunning het wapen van de familie van zijn moeder, een lid van het geslacht Von Geisterendorff, te voeren.
Een achterkleinzoon van deze laatste, de (bet)overgrootvader) van de in 1814 erkende jonkheren, Philip Ernst Vegilin van Claerbergen (1613-1693), was gedurende enige jaren lid van de hofhouding in ballingschap van Karl Ludwig I keurvorst van de Palts, die berooid de Dertigjarige Oorlog ontvlucht was. Hij bracht het in 1641 uiteindelijk tot secretaris van prins Willem Frederik van Nassau (1613-1664), later adjudant-generaal van graaf Johan Maurits van Nassau (1673) en overleed te Leeuwarden. Hij werd de stamvader van de Nederlandse Friese tak.
In 1812 werden drie leden van het geslacht door keizer Napoleon I benoemd tot Baron de l'Empire.
Bij SB, Brussel 28 augustus 1814, werden Assuërus en Valerius Lodewijk Vegilin van Claerbergen erkend als edelen van Friesland waardoor zij in de Nederlandse adel werden opgenomen met het predicaat van jonkheer. Bij SB, 's-Gravenhage 22 oktober 1814, werden Philip Ernst Assuërus Vegilin van Claerbergen (1781-1851) en Epo Sjuck Burmania Vegilin van Claerbergen (1790-1831) eveneens erkend als edelen van Friesland. Toen in 1825 de ridderschap in Friesland ingesteld werd is alleen Epo Sjuck Burmania Vegilin van Claerbergen als lid benoemd.
Bij KB van 23 mei 1860 verkreeg Duco Vegilin van Clerbergen (1859-1894), kleinzoon van Epo Sjuck Burmania Vegilin van Claerbergen, op verzoek van zijn vader, vergunning de naam Martena van Burmania Vegilin van Claerbergen aan te nemen, naar de Martenastate te Cornjum waar zijn grootvader in 1831 was overleden.

## Enkele telgen
Georg (Jörg) Vegilin von Claerbergen und Geisterendorff (1481-1533), veldoverste van keizer Maximiliaan van Oostenrijk, kreeg in 1507 van deze een wapenbrief, ambtman van Polweiler
- Ernst Vegilin von Claerbergen (1529-1589), raad van de keurvorst van de Palts, kapitein over 300 Zwitsers, landschrijver te Neustadt a.d. Haerdt
  - Philip Ernst Vegilin von Claerbergen (1580-1637), overste onder koning Gustaaf Adolf van Zweden, gesneuveld bij de inneming van Kaiserslautern door de keizerlijke troepen
    - Philip Ernst Vegilin van Claerbergen (1613-1693), vaandrig in Zweedse dienst, edelman aan het hof van de keurvorst Karel Lodewijk van de Palts, secretaris van prins Willem Frederik van Nassau 1641, hofmeester 1657, ridder van Sint-Michiel 1653, kapitein van een compagnie Fransen te voet ter repartitie van Friesland 1656, drost van Liesvelt 1666, adjudant-generaal van graaf Johan Maurits van Nassau 1673; kocht voor zijn zoon Hessel in 1679 Herema State
      - Hessel Vegilin (1655-1715), grietman van Utingeradeel, grietman van Haskerland, onder meer eigenaar van de Ylostins in IJlst, waarvan hij de grote toren laat afbreken
        - Philip Frederik Vegelin van Claerbergen (1685-1738), grietman van Haskerland
        - Johan Vegilin van Claerbergen (1690-1773), grietman van Doniawerstal
          - Hessel Vigilin van Claerbergen (1723-1750), grietman; trouwde in 1749 met zijn nicht Catharina Maria van Eysinga (1724-1753)
          - Catharina Johanna Vegilin van Claerbergen (1726-1762); trouwde in 1750, na het overlijden van haar enige broer met diens zwager, Schelte (later: Hessel Roorda) van Eysinga (1722-1790), grietman van Haskerland, lid van de familie Van Eysinga

      - Frederik Vegilin van Claerbergen (1668-1713), officier in Statendienst, laatstelijk generaal-majoor infanterie 1709, gouverneur van Damme
        - Philip Ernst Vegilin van Claerbergen (1696-1741), luitenant-kolonel infanterie 1723, sergeant-majoor of wachtmeester van Hulst, van Menen 1739-1741
          - Pieter Benjamin Vegilin van Claerbergen (1734-1780), majoor artillerie
            - jhr. Valerius Lodewijk Vegilin van Claerbergen (1774-1844), Baron de l'Empire, vrederechter, lid van de provinciale staten van Friesland, grietman van Haskerland; in 1814 opgenomen in de Nederlandse adel
              - jhr. mr. Pieter Benjamin Johan Vegelin van Claerbergen (1808-1879), grietman van Haskerland, lid van de provinciale en gedeputeerde staten van Friesland, lid van de Tweede Kamer der Staten-Generaal
                - jhr. Valerius Lodewijk Vegelin van Claerbergen (1835-1893), voorzitter Haskerveenpolder
                  - jkvr. Aurelia Vegelin van Claerbergen (1865-1944); trouwde in 1893 met dr. Jan Gijsbertus Driessen (1855-1940), arts; zij stelden Herema State ter beschikking aan de "Vereniging tot Oprichting van een Friesch Volkssanatorium" ten behoeve van een volkssanatorium voor tuberculoselijders en in de state was van 1910-1921 dat sanatorium gevestigd, waarna de state aan het echtpaar Driessen terugviel dat zij vervolgens verkochten aan hun neef, de burgemeester van Haskerland, die er ging wonen

                - jkvr. Aurelia Anna Maria Vegelin van Claerbergen (1837-1923); trouwde in 1864 met dr. Nicolaas Reeling Brouwer (1838-1915), lid van de provinciale en gedeputeerde staten van Friesland
                - jkvr. Geertrui Vegelin van Claerbergen (1838-1909); trouwde in 1862 met jhr. mr. Petrus Johannes van Beyma (1839-1911), secretaris-generaal Departement van Justitie, lid van de Eerste Kamer der Staten-Generaal
                - jhr. Joachim Karel Vegelin van Claerbergen (1843-1902), burgemeester laatstelijk van Wormerveer
                  - jhr. Pieter Benjamin Johan Vegelin van Claerbergen (1878-1942), burgemeester laatstelijk van Haskerland; kocht van zijn nicht de Herema State in 1922

                - jhr. Petrus Johannes Vegelin van Claerbergen (1845-1918), luitenant-ter-zee, directeur van het Kabinet der Koningin, staatsraad i.b.d., kamerheer i.b.d. van koningin Wilhelmina
                - jkvr. Fokel Berber Helena Vegelin van Claerbergen (1847-1919); trouwde in 1869 met jhr. Lollius van Beyma (1840-1925), majoor regiment grenadiers en jagers, lid van de gemeenteraad en wethouder van Baarn, intendant paleis Soestdijk
                - jhr. Arent Johan Vegelin van Claerbergen (1850-1923), burgemeester van Haskerland
                - jhr. Philip Ernst Vegelin van Claerbergen (1859-1912)
                  - jhr. Pieter Benjamin Johan Vegelin van Claerbergen (1888-1966)
                    - jhr. Louis Philippe Vegelin van Claerbergen (1926-2012); trouwde in 1949 met jkvr. Olga Mary Inez van Schuylenburch, vrouwe van Wisch (1927-2021), bewoners van kasteel Wisch
                    - jhr. mr. Maximilien Vegelin van Claerbergen (1927-2011), oud-ambassadeur, laatstelijk te Lissabon
                      - jhr. dr. Ernst Vegelin van Claerbergen (1969), hoofd van de Courtauld Gallery

                  - jkvr. Adrienne Vegelin van Claerbergen (1891-1982); trouwde in 1910 met mr. René Labouchere, heer van Zeist (1870-1934); trouwde in 1923 William Frederick Charles Henry graaf Aldenburg Bentinck, heer van Kniphausen, Varel, Gaildorf, Middachten en Kernheim (1880-1958), ritmeester
                    - Isabelle Adrienne gravin van Aldenburg Bentinck, vrouwe van van Middachten en Gaildorf (1925-2013)

          - jhr. mr. Assuërus Vegilin van Claerbergen (1735-1820), raad in het Hof van Friesland; in 1814 opgenomen in de Nederlandse adel
            - jkvr. Deodata Helena Cuniera Vegilin van Claerbergen (1777-1816); trouwde in 1802 met dr. Johannes Wybrandus Quaestius (1766-1827), genees-, heel- en natuurkundige te Leeuwarden, lid gemeenteraad van Groningen, erflater pathologisch-anatomische collectie
            - jkvr. Frederica Maria Aurelia Vegelin van Claerbergen (1779-1836), aquarelliste
            - jhr. Philip Ernst Assuërus Vegilin van Claerbergen (1781-1851), maire van Akkrum, lid van de provinciale en gedeputeerde staten van Friesland
            - jhr. Epo Sjuck Burmania Vegilin van Claerbergen (1790-Martenastate 1831), Baron de l'Empire, lid provinciale staten (1817-1818) en ridderschap van Friesland (1825-†)